# Ononis biflora
Ononis biflora é uma espécie de planta com flor pertencente à família Fabaceae. 
A autoridade científica da espécie é Desf., tendo sido publicada em Flora Atlantica 2: 143. 1799.

## Portugal
Trata-se de uma espécie presente no território português, nomeadamente em Portugal Continental.
Em termos de naturalidade é nativa da região atrás indicada.

## Protecção
Não se encontra protegida por legislação portuguesa ou da Comunidade Europeia.